# Suriname nos Jogos Olímpicos de Verão de 1984
O Suriname participou dos Jogos Olímpicos de Verão de 1984 em Los Angeles, Estados Unidos.

## Resultados por Evento

### Atletismo
400m masculino
- Siegfried Cruden
  - Eliminatórias — 50.07 (→ não avançou)

800m masculino
- Siegfried Cruden

1.500m masculino
- Tito Rodrigues

### Judô
Até 60kg masculino
- Mohamed Madhar

### Natação
100m livre masculino
- Anthony Nesty
  - Eliminatórias — 54.99 (→ não avançou, 49º lugar)

100m costas masculino
- Hugo Goossen
  - Eliminatórias — 1:03.77 (→ não avançou, 36º lugar)

100m borboleta masculino
- Anthony Nesty
  - Eliminatórias — 56.15 (→ não avançou, 20º lugar)